# Honey to the Bee
Honey to the Bee è un singolo discografico della cantante britannica Billie, pubblicato nel 1999 ed estratto dal suo primo album in studio Honey to the B.

## Tracce
- CD 1 (UK)

1. Honey to the Bee (radio edit) – 3:39
2. Call Me – 3:58
3. What's Missing – 3:46

- CD 2 (UK)

1. Honey to the Bee (radio edit) – 3:39
2. Honey to the Bee (acoustic version) – 4:24
3. Honey to the Bee (Delakota mix) – 5:00
4. Honey to the Bee (video)